# I’ve Got You Under My Skin
| Оценки критиков      | Оценки критиков |
| Источник             | Оценка          |
| -------------------- | --------------- |
| AllMusic             | без оценки      |
| Record Mirror & Disc | без оценки      |

«I’ve Got You Under My Skin» — американская популярная песня. Написана Коулом Портером в 1936 году для музыкального фильма «Рождённая танцевать», где её впервые исполнила актриса и певица Вирджиния Брюс. В том же 1936 году популярной стала запись Эла Боулли с оркестром Рэя Нобла. Позднее записывалась десятки раз разными эстрадными музыкантами.

## Версия Фрэнка Синатры
Фрэнк Синатра перепел эту песню на альбоме 1956 года Songs for Swingin’ Lovers!. Как пишет Томас Уорд в своём обзоре на сайте AllMusic, несмотря на то, что эта «великолепная песня» «исполнялась до него буквально сотнями джазовых вокалистов и крунеров», он сделал её своей, в его версии «это шедевр». Причём главным достоинством этой записи Уорд считает аранжировку Нельсона Риддла, которую тот, по легенде, закончил по дороге в студию. Опять же по легенде после того, как песню в его аранжировке там впервые прогнали целиком, все музыканты одновременно встали и начали аплодировать. По мнению Уорда, это, возможно, лучшая песня на том альбоме Синатры.
В 1998 году сингл Фрэнка Синатры с этой песней (1956 год, Capitol Records) был принят в Зал славы премии «Грэмми».
Также песня, в частности, вошла (опять же в оригинальном исполнении Фрэнка Синатры) в составленный журналом «Тайм» в 2011 году список All-TIME 100 Songs (100 лучших песен с момента основания журнала «Тайм»).